# Punktewertung (Vuelta a España)

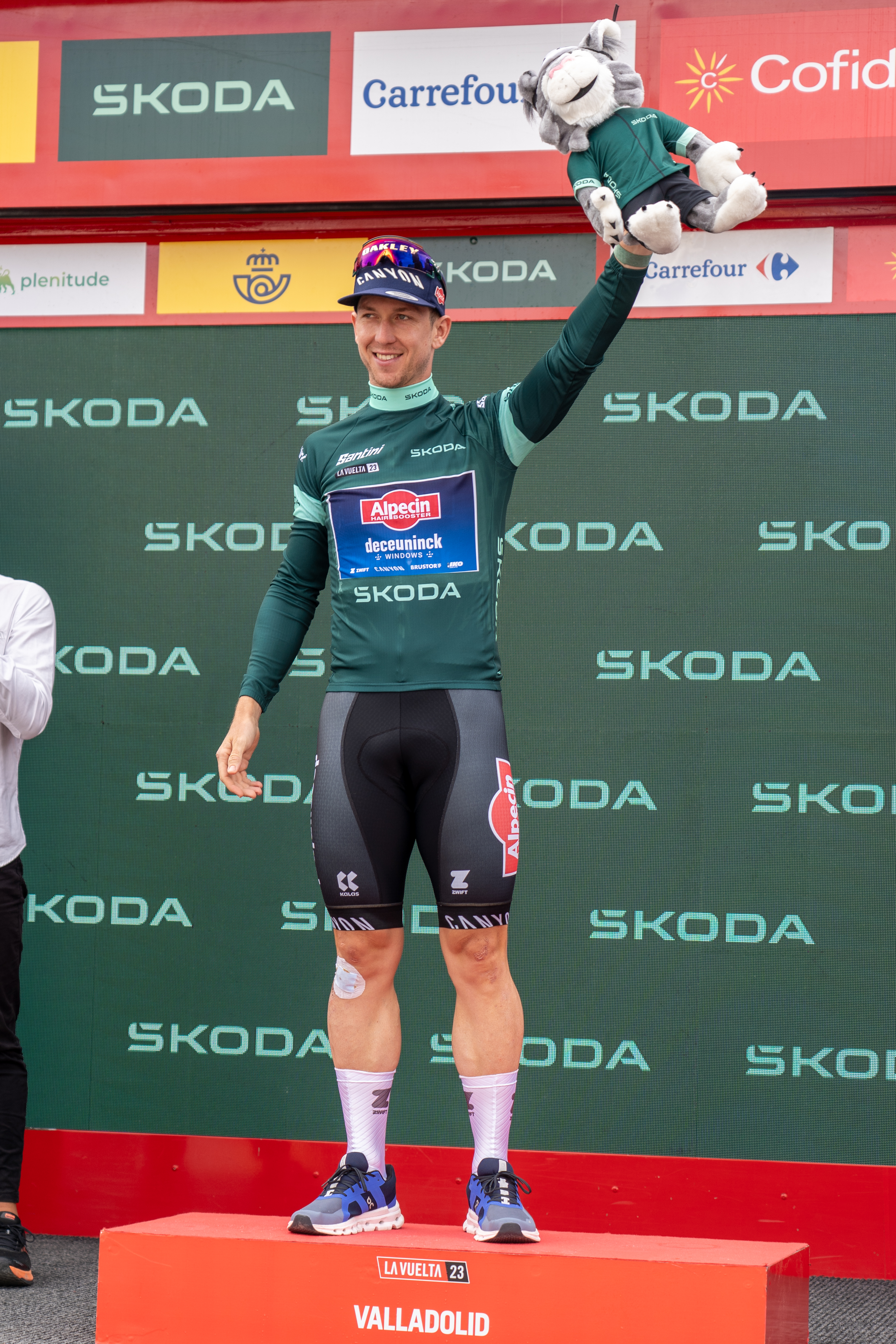
Kaden Groves im Grünen Trikot der Vuelta a España 2023

Die Punktewertung ist eine der Sonderwertungen der Vuelta a España.
Die Punktewertung der Vuelta a España wurde 1945 eingeführt. Seit 2009 trägt der Führende der Punktewertung das Grüne Trikot (Maillot Verde).

## Geschichte
Die Geschichte der Punktewertung bei der Vuelta a España geht zurück bis ins Jahr 1945, als der damalige Sponsor Pirelli die Sonderwertung ins Leben rief. Die damalige Wertung baute auf folgendem Reglement auf. Im Ziel wurden im Falle von Zeitunterschieden 100 Punkte für den ersten, 99 Punkte für den Zweiten und 98 Punkte für den dritten vergeben. Dieses Schema, das pro Position ein Punkt weniger vergeben wurde, setzte sich bis zum hundertsten Fahrer fort, der einen Punkt erhielt. Falls Gruppen von Fahrern das Ziel erreichten, nahm man die Summe der Punkte, die in der Gruppe vergeben wurden und dividierte diese durch die Anzahl der Fahrer. Somit erhielt jeder Fahrer der Gruppe dieselbe Punkteanzahl, wobei immer auf volle Punkte gerundet wurde. Von besonderer Wichtigkeit für die Vergabe der Punkte waren die Zeitabstände zwischen den ersten fünf Fahrern und dem sechsten Fahrer. Diese erhielten nämlich zusätzlich 12 Punkte für jede Minute, die sie im Ziel an Vorsprung auf ihn hatten. Für den Fall, das in der Gruppe des Sechsten auch besser platzierte Fahrer das Ziel errichten (z. B. der Fünfte oder Vierte der Etappe), wurde der erste Fahrer der Gruppe als Reverenz herangezogen. Weitere Punkte wurden bei den Bergwertungen vergeben, wobei diese der doppelten Menge jener Punkte entsprach, die für die Bergwertung gewertet wurde. Falls eine Etappe in einem Massensprint endete, wurden an den ersten, zweiten und dritten zusätzlich 8, 4 und 2 Punkte vergeben. Trotz des hohen Engagements von Pirelli, das der Spanienrundfahrt 25000 Peseta spendete, wurde die Sprintwertung (damals „clasificacion especial Pirelli“) im Folgejahr nicht mehr ausgetragen. Sieger der ersten Punktewertung war der Spanier Delio Rodríguez, der sich auch die Gesamtwertung sicherte. Er holte damals 2347 Punkte, was bis heute die höchste Punkteanzahl ist, die je ein Fahrer erreichte. Dies ist jedoch darauf zurückzuführen, dass die Anzahl der Punkte, die in den nachfolgenden Jahren vergeben wurde, stark reduziert wurde.
1955 kehrte die Punktewertung bei der 10. Austragung der Vuelta a España mit verändertem Reglement zurück. Sieger war nun jener Fahrer, der am Ende der Rundfahrt die wenigsten Punkte zu Buche stehen hatte. Pirelli war als Sponsor der Sonderwertung ausgestiegen und präsentierte nun das Mannschaftsklassement. Anstelle des „clasificacion especial Pirelli“ rückte nun die „Premio Siga“, deren Sieger mit einem Grünen Trikot ausgezeichnet wurde. In Anlehnung an das Trikot wurde die Punktewertung in den folgenden Jahren auch als „Premio Maillot Verde“ bezeichnet. Bei der Vuelta a España 1958 wurde erstmals parallel zur Punktewertung eine Zwischensprintwertung eingeführt, die den Namen „Meta Volante“ trug. Zudem kam es im Jahr 1963 zu einer neuerlichen Regeländerung, laut der nun wieder jener Fahrer das Grüne Trikot gewann, der die meisten Punkte gesammelt hatte. Als erster Fahrer gewann der Belgier Rik Van Looy bei der Vuelta a España 1965 zum zweiten Mal die Punktewertung, nachdem er bereits 1959 triumphiert hatte. Kurze Zeit später holte der Niederländer Jan Janssen als erster Fahrer den Titel zwei Mal in Folge (1967 und 1968). Mit Sigma (1960–1964), Licor Karpy (1965), SABA (1966), Finanzautos y servicios S. A. (1967), Bic (1968–1969) und Pegaso (1977), wechselte der Sponsor im Verlauf der Austragungen immer wieder, wobei es bezüglich der Farbe des Trikots zu keiner Veränderung kam.
Im Jahr 1979 wurde erstmals die Farbe des Trikots geändert. Das Grüne Trikot, das seit dem Jahr 1955 vergeben wurde, wich nun dem Blauen Trikot (spanisch Mailott Azul), das von dem neuen Sponsor Turavea präsentiert wurde. Im Rahmen der Vuelta a España 1980 gewann der Ire Sean Kelly zum ersten Mal die Punktewertung, was ihm in weiterer Zukunft drei weitere Male gelingen sollte. Bis heute ist Sean Kelly einer von nur drei Fahrern, die diese Sonderwertung vier Mal für sich entscheiden konnten. Bis ins Jahr 1985 änderte sich die Farbe des Trikots nicht, die Punktewertung erhielt jedoch den Beinamen „Clasificacion de la Regularid“.
1986 kehrte das Maillot Verde für drei Jahre zurück, ehe der Führende der Punktewertung bis ins Jahr 1993 wieder ein Blaues Trikot trug. Bei der 49. Austragung im Jahr 1994 wurde erstmals ein Rotes Trikot für die Punktewertung eingeführt, dass bis ins Jahr 1998 vergeben wurde. Der Dominator jener Jahre war der Franzose Laurent Jalabert der vier-Mal hintereinander (1994–1997) die Punktewertung für sich entschied und somit mit Sean Kelly gleichzog. In den Jahren 1999 und 2000 folgte ein Graues Trikot, das auch der Rekord-Gesamtsieger der Vuelta a España Roberto Heras gewann. 2001 und 2002 folgte ein Rot-Weißes Trikot und 2003 trug der Führende der Punktewertung ein Weißes Trikot mit Roten Punkten, wie es auch traditionell bei der Bergwertung der Tour de France getragen wird. In den Jahren 2004 bis 2006 war das Trikot erneut blau, wobei es mit gelben Fischen gemustert war, da die Sonderwertung von der spanischen Fischindustrie (FROM) gesponsert wurde. 2007 und 2008 änderte das Trikot mit Rot und Blau erneut die Farbe, ehe es ab 2009 zu seiner ursprünglichen Farbe Grün zurückkehrte. Mit dem Jahr 2002 setzten sich bei der Punktewertung vermehrt Sprinter und endschnelle Fahrer wie Erik Zabel, André Greipel und Mark Cavendish durch. Ab dem Jahr 2011 begann sich dies jedoch mit der steigenden Anzahl an Bergankünften zu ändern. Die Punktvergabe jener Zeit machte nämlich keinen Unterschied zwischen Flach- und Bergetappen, wo im Ziel jeweils 25 Punkte für den ersten Fahrer vergeben wurden. Zudem konnten die enschnellen Fahrer bei den Zwischensprints nur 4, 3 und 2 Punkte herausfahren. In weiterer Folge ging die Punktewertung mit Ausnahme von John Degenkolb (2014) und Fabio Felline (2016) bis ins Jahr 2020 an Gesamtklassement-Fahrer. Weiters zog mit dem endschnellen Bergfahrer Alejandro Valverde im Jahr 2018 ein weiterer Fahrer mit den Rekordhaltern Sean Kelly und Laurent Jalabert gleich. Um diesem Trend entgegenzuwirken und um den Sprintern bessere Chancen auf den Sieg in der Punktewertung zu geben, wurden die Etappen ab dem Jahr 2021 in unterschiedliche Kategorien eingeteilt, die sich auf die Punktevergabe im Ziel auswirken. Auf das neue Reglement wird im anschließenden Absatz „Aktuelle Punktevergabe“ genauer eingegangen. Mit Fabio Jakobsen, Mads Pedersen und Kaden Groves setzten sich nach der Regeländerung erneut Sprinter in der Sonderwertung durch.

## Aktuelle Punktevergabe
Die Punktevergabe erfolgt nach Platzierung im Ziel und an Zwischenpunkten jeder Etappe und wird nach folgender Tabelle durchgeführt (Stand 2023):
| Platz                           | 1  | 2  | 3  | 4  | 5  | 6  | 7  | 8  | 9 | 10 | 11 | 12 | 13 | 14 | 15 |
| ------------------------------- | -- | -- | -- | -- | -- | -- | -- | -- | - | -- | -- | -- | -- | -- | -- |
| Etappenankunft (Flachetappe)    | 50 | 30 | 20 | 18 | 16 | 14 | 12 | 10 | 8 | 7  | 6  | 5  | 4  | 3  | 2  |
| Etappenankunft (hüglige Etappe) | 30 | 25 | 22 | 19 | 17 | 15 | 13 | 11 | 9 | 7  | 6  | 5  | 4  | 3  | 2  |
| Etappenankunft (Bergetappe)     | 20 | 17 | 15 | 13 | 11 | 10 | 9  | 8  | 7 | 6  | 5  | 4  | 3  | 2  | 1  |
| Etappenankunft (Zeitfahren)     | 20 | 17 | 15 | 13 | 11 | 10 | 9  | 8  | 7 | 6  | 5  | 4  | 3  | 2  | 1  |
| Zwischensprint                  | 20 | 17 | 15 | 13 | 10 |    |    |    |   |    |    |    |    |    |    |

Im Jahr 2021 änderte die Organisation die Punktevergabe und führte Etappen-Kategorien ein, die sich auf die Punkteanzahl auswirkten. Zuvor waren bei Bergankünften und Zeitfahren gleich viele Punkte vergeben worden wie bei Flachetappen, wodurch es oft einen Zusammenhang zwischen der Gesamtwertung und der Punktewertung gab. Damals erhielt der Sieger der Etappe jeweils 25 Punkte, während die nachfolgenden Fahrer 20, 16, 14, 12, 10, 9, 8, 7, 6, 5, 4, 3, 2 und 1 Punkt erhielten. Bei den Zwischensprints punkteten nur die ersten drei Fahrer (4, 3 und 2 Punkte).

## Sieger
| Jahr | Trikot | Sponsor                       | Sieger                     | Punkte | Referenz             | Anmerkung                                                                                               |
| ---- | ------ | ----------------------------- | -------------------------- | ------ | -------------------- | --- |
| 1945 |        | Pirelli                       | Delio Rodríguez            | 2347   | [ 16 ]               | Auch Sieger der Gesamtwertung                                                                           |
| 1955 |        | Siga                          | Fiorenzo Magni             | 128    | [ 17 ]               | Regeländerung: Sieger = Fahrer mit wenigsten Punkten (bis 1962)                                         |
| 1956 |        | Siga                          | Rik Van Steenbergen        | 98     | [ 18 ] [ 19 ]        | |
| 1957 |        | Siga                          | Vicente Iturat             | 160    | [ 20 ]               | |
| 1958 |        | Siga                          | Salvador Botella           | 202    | [ 21 ]               | |
| 1959 |        | Siga                          | Rik Van Looy               | 148    | [ 22 ]               | |
| 1960 |        | Sigma                         | Arthur De Cabooter         | 189    | [ 23 ]               | |
| 1961 |        | Sigma                         | Antonio Suarez             | 194    | [ 24 ]               | |
| 1962 |        | Sigma                         | Rudi Altig                 | 143    | [ 25 ]               | Auch Sieger der Gesamtwertung                                                                           |
| 1963 |        | Sigma                         | Bas Maliepaard             | 130    | [ 26 ]               | Regeländerung: Sieger = Fahrer mit meisten Punkten (bis heute)                                          |
| 1964 |        | Sigma                         | José Pérez Francés         | 167    | [ 27 ]               | |
| 1965 |        | Licor Kappy                   | Rik Van Looy               | 243    | [ 28 ]               | Erster Fahrer, der die Punktewertung 2-Mal gewann                                                       |
| 1966 |        | SABA                          | Jos van der Vleuten        | 147    | [ 29 ]               | |
| 1967 |        | Finanzautos y servicios S. A. | Jan Janssen                | 209    | [ 30 ]               | Auch Sieger der Gesamtwertung                                                                           |
| 1968 |        | BIC                           | Jan Janssen                | 142    | [ 31 ] [ 32 ]        | Erster Fahrer, der die Punktewertung hintereinander gewann                                              |
| 1969 |        | BIC                           | Raymond Steegmans          | 188    | [ 33 ] [ 34 ]        | |
| 1970 |        | unbekannt                     | Guido Reybrouck            | 199    | [ 35 ]               | Auch Sieger der Kombinationswertung                                                                     |
| 1971 |        | unbekannt                     | Cyrille Guimard            | 233    | [ 36 ]               | Auch Sieger der Kombinationswertung                                                                     |
| 1972 |        | unbekannt                     | Domingo Perurena           | 224    | [ 37 ]               | |
| 1973 |        | unbekannt                     | Eddy Merckx                | 215,5  | [ 38 ]               | Auch Sieger der Gesamtwertung und Kombinationswertung                                                   |
| 1974 |        | unbekannt                     | Domingo Perurena           | 210,5  | [ 39 ]               | |
| 1975 |        | unbekannt                     | Miguel María Lasa          | 249,5  | [ 40 ]               | |
| 1976 |        | unbekannt                     | Dietrich Thurau            | 174,5  | [ 41 ]               | Erster und Zweiter mit gleicher Punkteanzahl                                                            |
| 1977 |        | Pegaso                        | Freddy Maertens            | 369    | [ 42 ]               | Auch Sieger der Gesamtwertung                                                                           |
| 1978 |        | unbekannt                     | Ferdi Van Den Haute        | 218    | [ 43 ]               | |
| 1979 |        | Turavea                       | Fons de Wolf               | 249    | [ 44 ] [ 45 ]        | |
| 1980 |        | Turavea                       | Sean Kelly                 | 313    | [ 46 ] [ 47 ]        | |
| 1981 |        | unbekannt                     | Francisco Javier Cedena    | 211    | [ 48 ]               | |
| 1982 |        | Esabe Express                 | Stefan Mutter              | 172    | [ 49 ] [ 50 ]        | |
| 1983 |        | Esabe Express                 | Marino Lejarreta           | 188    | [ 51 ] [ 52 ] [ 53 ] | |
| 1984 |        | unbekannt                     | Guido Van Calster          | 204    | [ 54 ]               | |
| 1985 |        | Esabe Express                 | Sean Kelly                 | 223    | [ 55 ] [ 56 ]        | |
| 1986 |        | unbekannt                     | Sean Kelly                 | 253    | [ 57 ] [ 58 ]        | Auch Sieger der Kombinationswertung Erster Fahrer, der die Punktewertung 3-Mal gewann                   |
| 1987 |        | Aguila Pilsener               | Alfonso Gutiérrez          | 147    | [ 59 ] [ 60 ]        | |
| 1988 |        | Aguila Pilsener               | Sean Kelly                 | 248    | [ 61 ] [ 62 ]        | Auch Sieger der Gesamtwertung und Kombinationswertung Erster Fahrer, der die Punktewertung 4-Mal gewann |
| 1989 |        | unbekannt                     | Malcolm Elliott            | 161    | [ 63 ] [ 64 ]        | |
| 1990 |        | unbekannt                     | Uwe Raab                   | 173    | [ 65 ] [ 66 ]        | |
| 1991 |        | Edesa                         | Uwe Raab                   | 169    | [ 67 ] [ 68 ]        | |
| 1992 |        | unbekannt                     | Dschamolidin Abduschaparow | 157    | [ 69 ] [ 70 ]        | |
| 1993 |        | unbekannt                     | Tony Rominger              | 247    | [ 71 ] [ 72 ]        | Auch Sieger der Gesamtwertung und Bergwertung                                                           |
| 1994 |        | Banko NatWest                 | Laurent Jalabert           | 243    | [ 73 ] [ 74 ]        | |
| 1995 |        | Banko NatWest                 | Laurent Jalabert           | 312    | [ 75 ] [ 76 ]        | |
| 1996 |        | Solbank                       | Laurent Jalabert           | 237    | [ 77 ] [ 78 ]        | |
| 1997 |        | Solbank                       | Laurent Jalabert           | 206    | [ 79 ] [ 80 ]        | Erster Fahrer, der die Punktewertung 4-Mal hintereinander gewann                                        |
| 1998 |        | Solbank                       | Fabrizio Guidi             | 206    | [ 81 ] [ 82 ]        | |
| 1999 |        | Euro                          | Frank Vandenbroucke        | 129    | [ 83 ] [ 84 ]        | |
| 2000 |        | Euro                          | Roberto Heras              | 136    | [ 85 ] [ 86 ]        | Auch Sieger der Gesamtwertung                                                                           |
| 2001 |        | 2M12                          | José María Jiménez         | 130    | [ 87 ] [ 88 ]        | Auch Sieger der Bergwertung                                                                             |
| 2002 |        | 2M12                          | Erik Zabel                 | 188    | [ 89 ] [ 90 ]        | |
| 2003 |        | Comunitat Valenciana          | Erik Zabel                 | 181    | [ 91 ] [ 92 ]        | |
| 2004 |        | FROM                          | Erik Zabel                 | 152    | [ 93 ] [ 94 ]        | |
| 2005 |        | FROM                          | Alessandro Petacchi        | 169    | [ 95 ] [ 96 ]        | Erster und Zweiter mit gleicher Punkteanzahl                                                            |
| 2006 |        | FROM                          | Thor Hushovd               | 199    | [ 97 ] [ 98 ]        | |
| 2007 |        | Castilla-La Mancha            | Daniele Bennati            | 147    | [ 99 ] [ 100 ]       | |
| 2008 |        | Renfe AVE                     | Greg Van Avermaet          | 158    | [ 101 ] [ 102 ]      | |
| 2009 |        | quienganaralavuelta.com       | André Greipel              | 150    | [ 103 ] [ 104 ]      | |
| 2010 |        | kaWarna                       | Mark Cavendish             | 156    | [ 105 ] [ 106 ]      | |
| 2011 |        | puntolimpio.info              | Bauke Mollema              | 122    | [ 107 ] [ 108 ]      | |
| 2012 |        | ecopilas                      | Alejandro Valverde         | 199    | [ 109 ] [ 110 ]      | Auch Sieger der Kombinationswertung                                                                     |
| 2013 |        | ecopilas                      | Alejandro Valverde         | 152    | [ 111 ] [ 112 ]      | |
| 2014 |        | ecopilas                      | John Degenkolb             | 169    | [ 113 ] [ 114 ]      | |
| 2015 |        | Skoda                         | Alejandro Valverde         | 118    | [ 115 ] [ 116 ]      | |
| 2016 |        | Skoda                         | Fabio Felline              | 100    | [ 117 ] [ 118 ]      | |
| 2017 |        | Skoda                         | Chris Froome               | 158    | [ 119 ] [ 120 ]      | Auch Sieger der Gesamtwertung und Kombinationswertung                                                   |
| 2018 |        | Skoda                         | Alejandro Valverde         | 131    | [ 121 ] [ 122 ]      | |
| 2019 |        | Skoda                         | Primož Roglič              | 155    | [ 123 ] [ 124 ]      | Auch Sieger der Gesamtwertung                                                                           |
| 2020 |        | Skoda                         | Primož Roglič              | 204    | [ 125 ] [ 126 ]      | Auch Sieger der Gesamtwertung                                                                           |
| 2021 |        | Skoda                         | Fabio Jakobsen             | 250    | [ 127 ] [ 128 ]      | Regeländerung: (siehe aktuelle Punktevergabe)                                                           |
| 2022 |        | Skoda                         | Mads Pedersen              | 409    | [ 129 ] [ 130 ]      | |
| 2023 |        | Skoda                         | Kaden Groves               | 315    | [ 131 ] [ 132 ]      | |